# 웨이크섬 전투
웨이크섬 전투는 1941년 12월 태평양 전쟁 초기에 일본군이 오세아니아 웨이크섬에 침투해 미국군과 벌인 전투이다.

## 전투 과정
당시 웨이크섬에는 반쯤 완성된 미군 공군기지와 잠수함 기지가 위치해 있었는데 일본군은 이를 노리고 1941년 12월 8일 진주만 공격 2~3시간 전에 폭격기 36대를 동원해 웨이크 섬을 폭격했다.
12월 11일에 순양함과 구축함을 갖춘 일본군 기동함대가 웨이크해에 나타났으나 미국군과 항공기의 공격으로 구축함 2척을 잃고 격퇴되었다.
그러나 일본군은 끊임없는 기동공습을 감행해 12월 23일 일본군의 공격으로 웨이크섬 방어군은 무너지고 사령관 제임스 P.S. 데버루 소령의 항복을 받아냈고 미국의 증원군은 웨이크섬에 상륙하지 못했다.
그리고 군인 433명과 민간인 1104 명이 포로가 되어 일부는 중국과 일본 등으로 압송되었으며, 민간인 98명이 1943년 10월 웨이크 섬에서 기관총 사격으로 학살되었다. 당시 웨이크 섬 수비대 사령관 사카이바라 소장은 전후에 이 사건으로 전범 재판을 받고 처형되었다.
일본군은 웨이크 섬을 손에 넣고 요새화했으나 전쟁 기간 동안 미국군의 폭격 등으로 웨이크 섬은 폐허가 되어 1945년 9월 4일 결국 웨이크 섬 일본군 수비대는 항복했다.

## 같이 보기
- 웨이크 아일랜드 (1942년 영화)